# Pisa tetraodon
Pisa tetraodon är en kräftdjursart som först beskrevs av Thomas Pennant 1777.  Pisa tetraodon ingår i släktet Pisa och familjen Pisidae. Inga underarter finns listade i Catalogue of Life.